# فيونا وكيك
" فيونا وكيك " هي الحلقة التاسعة من الموسم الثالث من مسلسل الرسوم المتحركة الأمريكي وقت المغامرة. تمت كتابة الحلقة ورسم القصة المصورة بواسطة آدم موتو وريبيكا شوجر، من قصة كتبها مارك بانكر وكينت أوزبورن وباتريك ماكهيل ومنشئ السلسلة بندلتون وارد. تم بث الحلقة لأول مرة على قناة كرتون نتورك في 5 سبتمبر 2011.
يتبع المسلسل مغامرات فين (بصوت جيريمي شادا)، وهو صبي بشري، وأفضل صديق له وشقيقه بالتبني جيك (بصوت جون ديماجيو)، وهو كلب يتمتع بقوى سحرية لتغيير الشكل والنمو والانكماش حسب الرغبة. في هذه الحلقة، يُجبر فين وجيك على الاستماع إلى رواية المعجبين لـ ملك الجليد حول تبادل الجنس بين فيونا (بصوت مادلين مارتن) وكيك القطة (بصوت روز رايان ). في قصته، تذهب فيونا في موعد مع الأمير غامبول (بصوت نيل باتريك هاريس) وتحارب ملكة الجليد الشريرة (بصوت غراي ديلايل).
استند مفهوم فيونا وكيك إلى الرسومات التي صممتها ناتاشا أليجري مصممة شخصيات المسلسل ومراجعة القصة المصورة. في الأصل، لم تظهر الحلقة ملكة الجليد على الإطلاق، وشهد الجزء الأوسط من الحلقة ذهاب فيونا في موعد مع غامبول إلى أحد المطاعم؛ تغير هذا لاحقًا. وقد شاهد الحلقة 3.315 مليون شخص، مما يجعلها – في ذلك الوقت – الحلقة الأكثر مشاهدة من المسلسل. تلقت حلقة "فيونا وكيك" تعليقات إيجابية إلى حد كبير من المعجبين والنقاد على حدٍ سواء. تم إنتاج سلسلتين للحلقة - " الولد الصغير السيئ " و" الأمير الذي أراد كل شيئ " - خلال الموسم الخامس والسادس من العرض، على التوالي، بالإضافة إلى مسلسل قصير من الكتب المصورة بعنوان وقت المغامرة مع فيونا وكيك نشره كابوم! جنبًا إلى جنب مع سلسلة عرضية تضم شخصيات بعنوان وقت المغامرة: فيونا وكيك.